# Central térmica de Velilla
La Central térmica de Velilla era una instalación termoeléctrica de ciclo convencional situada junto al río Carrión, en el término municipal de Velilla del Río Carrión (Palencia, España). Constaba de 2 grupos térmicos de 350 y 148 MW. Era propiedad de la empresa Iberdrola y fue puesta en funcionamiento en 1965 con el fin de aprovechar la producción carbonífera de la cuenca minera palentina.
En noviembre de 2017 Iberdrola, dentro de su política de reducción de emisiones, solicitó al Ministerio de Industria y Energía el permiso para llevar a cabo el cierre de la central, y el 30 de junio de 2020 procedió a su desconexión, comenzando su proceso de desmantelamiento. Este hecho propició que la organización Hispania Nostra la incluyera en su Lista roja de patrimonio en peligro para tratar de preservar el patrimonio industrial que representa la central.

## Historia

### Época activa
El proyecto de la construcción de una central térmica en la zona se gestó a principios de los años 1950 con el fin de aprovechar la producción de carbón de la cuenca palentina. La empresa Iberduero -bajo la denominación de Terminor, S.A., participada con Electra de Viesgo- eligió como ubicación unos terrenos adyacentes al río Carrión, dentro del término municipal de Velilla del Río Carrión, en la Montaña Palentina. Durante las obras de movimiento de tierras fue hallada una necrópolis del s. X que fue destruida para la instalación de la central.
Se construyó un poblado junto a las instalaciones, como viviendas para los ingenieros y técnicos norteamericanos llegados para su montaje, y una pequeña presa en el Carrión para la toma de agua de refrigeración, denominada Presa de Villalba. Uno de los procesos más complicados lo supuso el traslado de la turbina de General Electric desde el Puerto de Bilbao en un camión de enormes dimensiones que tuvo muchas dificultades para su acceso, debido a lo sinuoso de las carreteras de la época. Tras varios años de trabajos, en junio de 1964 fue puesto en marcha el Grupo 1, de 148 MW de potencia, operado por Terminor (Centrales Térmicas del Norte de España, S. A.).

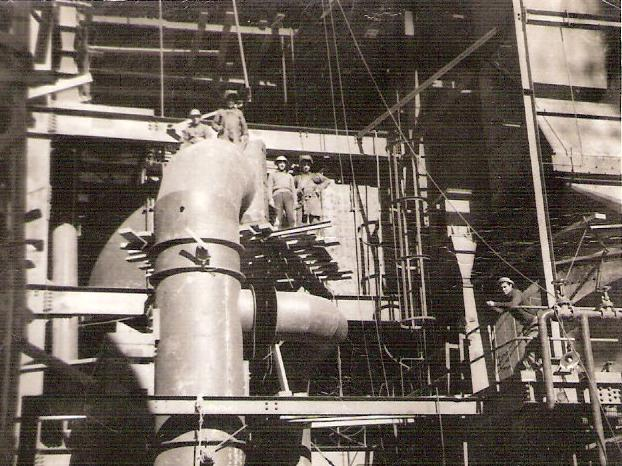
Un grupo de obreros, durante la construcción de la central térmica, en 1962.

En los años 1980 Iberduero decidió su ampliación, y en octubre de 1984 fue puesto en funcionamiento el Grupo 2, con una potencia nominal de 350 megavatios. A su vez se construyó una torre de refrigeración, que no había sido necesaria para el Grupo 1, que era refrigerado en circuito abierto. También se añadió un ramal del Ferrocarril de La Robla desde Guardo, que deposita el carbón directamente en la central. En 1984, Iberduero compró a Electra de Viesgo su participación en la central.
Desde 2004, esta instalación vino recibiendo la certificación de AENOR en Calidad, siendo la primera de este tipo en recibirlo perteneciente a Iberdrola.
El Ministerio de Industria autorizó a Red Eléctrica de España (REE) en 2005 la instalación de una línea de alta tensión de 800 KV entre la térmica de Velilla y la Central térmica de Lada, en Asturias, pero numerosos colectivos y ayuntamientos se opusieron al proyecto, pues en su trazado atravesaba una zona declarada por la UNESCO como Reserva de la Biosfera. Una decisión de la Unión Europea paralizó el proyecto, que se encuentra en fase de estudio de itinerarios alternativos.
En 2008, ajustándose a la nueva normativa de emisión de gases a la atmósfera, se instaló una planta de desulfuración, que reducía en un 97 % las emisiones de óxido de azufre procedentes de los gases de combustión y en un ochenta por ciento las de partículas.

### Cierre
El 10 de noviembre de 2017 se hizo público que Iberdrola, dentro de su política de reducción de emisiones de CO2, solicitó al Ministerio de Industria y Energía el permiso para llevar a cabo el cierre de la central de Velilla y la de Lada, en Asturias, previstos para 2021, y al desmantelamiento de ambas en un período de otros tres años.
La noticia fue recibida con una repulsa unánime en toda la comarca. El 18 de noviembre, 3000 personas se concentraron en la plaza mayor de Velilla en medida de protesta por el cierre de la central.
Dentro de la política de cierre de centrales de carbón, el 30 de junio de 2020 se procedió a su desconexión de la red eléctrica, publicado en el BOE de 2 de julio de 2020 El 28 de octubre de 2021 se procedió a la demolición de los silos de ceniza y de la torre de refrigeración.
El 19 de octubre de 2021, una plataforma contra la demolición solicitó la declaración de Bien de Interés Cultural de la totalidad de la central por parte de la Junta de Castilla y León, y el 17 de diciembre siguiente consiguió su inclusión en la Lista Roja del Patrimonio. No obstante, y siguiendo los plazos previstos por la empresa, el 31 de marzo de 2022 fue demolida la chimenea del Grupo I, mientras que la del Grupo II, que con 176 m de altura era la estructura más alta del complejo, fue dinamitada el 30 de junio.

## Funcionamiento

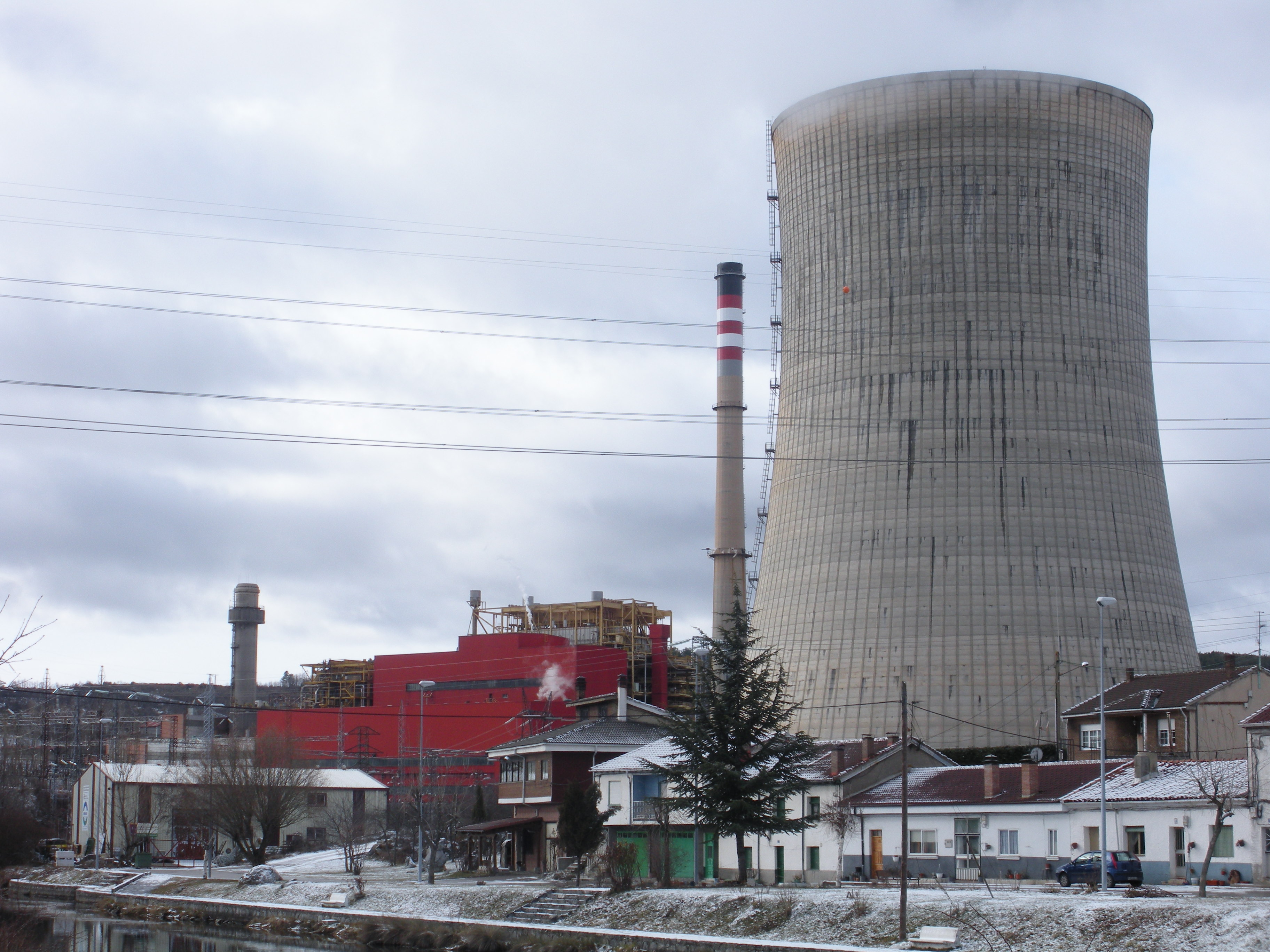
Vista de la central desde Velilla del Río Carrión. Se puede observar la proximidad del núcleo urbano.

### Combustible
La térmica de Velilla estaba diseñada para quemar carbón, concretamente una mezcla de hulla y antracita en un 30 y 70 % respectivamente. La procedencia de este carbón era en un principio de las zonas próximas de Sabero, Guardo y La Pernía, pero a partir de los años 1990 se comenzó la utilización de carbón de importación, que llega a España a través del Puerto de Santander y El Musel de Gijón.
El carbón llegaba al parque de almacenamiento en ferrocarril o en camión. El parque disponía de dos pilas, una de antracita y una de hulla, y estaba diseñado para una capacidad de almacenamiento de 1 000 000 de T.
Como combustible de apoyo y encendido se utilizaban fuelóleo y gasóleo.

### Producción
La producción bruta de la central en los últimos años fue la siguiente:
- - 2003: 2 513 293 MWh
  - 2004: 3 549 513 MWh
  - 2005: 2 969 737 MWh
  - 2006: 2 368 619 MWh[21]
  - 2007: 2 884 000 MWh[22]
  - 2008: 1 037 000 MWh[22] (1)

(1): En 2008 la central sufrió paradas para revisión y montaje de planta desulfuradora.
Los destinos de la energía generada en el Grupo 1 eran las subestaciones de Herrera de Pisuerga, Villalbilla de Burgos, Mataporquera, Riaño, Navatejera y Nansa. Por su parte el Grupo 2 enviaba su energía a Molledo, La Robla, Herrera de Pisuerga y Lada.